# Tosal del Cartujo
El Cartujo, o Tozal del Cartujo, es una de las montañas que integran Sierra Nevada (España). Está situada en la provincia de Granada, en la zona occidental de la cordillera, entre los picos del Veleta, Elorrieta y Caballo. Tiene una altura de 3.152 m s. n. m. y es el duodécimo pico en altura del sistema.

## Geología
Geológicamente, pertenece al llamado Complejo Nevadofilábride y, dentro de él, al Grupo del Veleta. Las rocas son fundamentalmente micasquistos, cuarzoesquistos y cuarcitas.